# Красноуфимск
Красноуфи́мск — город (с 1781 года) областного подчинения на юго-западе Свердловской области России, административный центр городского округа Красноуфимск и Красноуфимского округа. Самый западный город области.
Город расположен на реке Уфе, в 224 километрах к западу от Екатеринбурга. Через Красноуфимск проходит основной путь Транссибирской магистрали и автомобильная дорога Р350 (Ачит — Месягутово).

## История

### Основание
Красноуфимск некогда закладывался как крепость на новых пределах горнозаводского Урала. Основная задача крепости состояла в защите заводов и русских поселений от нападений башкир. В апреле 1734 года в урочище Красный Яр, расположенном на реке Уфа, для умиротворения «смутных башкир» был послан с командой солдат полковник Тевкелев. Урочище привлекло внимание полковника своим господствующим положением над зауфимской долиной. Он счёл, что нет выгоднее места для постройки укрепления на этой реке. Именно здесь проходила дорога, которой башкиры пользовались для набегов на город Кунгур. 21 апреля 1734 года Тевкелев сообщал в Екатеринбург управляющему Сибирскими горными заводами В. Н. Татищеву: «Трудно описать, сколько сие место удобно для постройки крепости и поселения людей…».
Крепость была построена в 1735—1736 годах для «всякихъ наблюденїй» за башкирами Сибирской даруги, а также для отправки сплавным путём по реке Уфе выплавляемого железа и изделий доставляемых из Екатеринбурга по суше. Находилась на расстоянии 354 вёрст от Уфы, 100 вёрст от Кунгура и в 184 верстах от Екатеринбурга.
П. И. Рычков в своей книге «Топография Оренбургская» в 1760-х годах описывая реку Уфу писал:

«…Во время послѣдняго Башкирскаго замѣшанїя построены по ней двѣ крѣпости: Красноуфинская и Ельдяцкая, въ коихъ понынѣ регулярные гарнизоны и нерегулярные служивые люди содержатся.»
Крепость, находясь на возвышенном правом берегу Уфы, примыкала западной стороной к каменному гребню, ныне Камешек (ранее Болгары). По этому гребню были воздвигнуты бастионы, вооружённые пушками. Далее, вниз по реке тянулись высокие деревянные стены с башнями. Для укрепления этой крепости снаружи был сделан палисад, а внутри рубленый замок, в котором находилась церковь, канцелярия и воеводский дом.
В 1736 году в крепости Красного Яра насчитывалось 516 душ жителей и 171 дом. Здесь по-прежнему сохранялся казачий гарнизон, которому ещё не раз приходилось отражать набеги бунтующих башкир.
Красноуфимская крепость Сибирской даруги, по состоянию на 1760-е годы, граничила с Кунгурским уездом. В крепости находилось около 300 дворов, канцелярия, воеводский дом, имелась церковь Живоначальной Троицы с приделом Святителя и чудотворца Николая. Гарнизон включал 300 служивых казаков.
С образованием в 1781 Пермского наместничества Красноуфимская крепость получила статус уездного города и стала центром Красноуфимского уезда.
В настоящее время сохранилась одна из первых построек крепости — караульная казачья изба. Находясь в удобном месте, на крутой излучине реки (из неё хорошо просматриваются окрестности), она служила для охраны подступов к крепости.

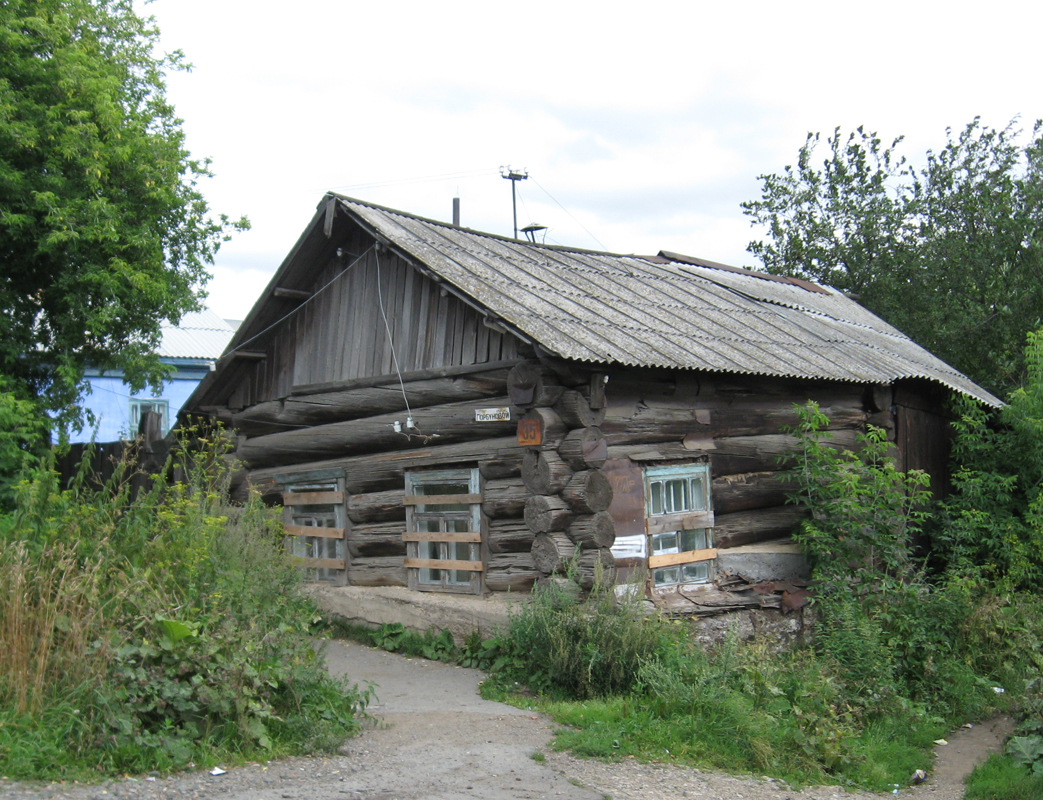
Первая казачья изба (фото 2007 г.)

### XVIII—XIX века
Во второй половине XVIII века в Красноуфимске большинство жителей составляли казаки — 475 человек, мещан проживало 325 человек, купцов третьей гильдии к началу XIX века было немногим более 100 человек. Жители города — мещане и в первую очередь купцы — занимались торговлей и промыслом. Ездили купцы на Ирбитскую ярмарку, где закупали китайские, немецкие, российские шёлковые ткани, бумажные товары, которые продавали в Красноуфимске во время ярмарок 9 мая и 6 декабря.
Красноуфимск, удалённый от крупных городов — Перми и Екатеринбурга — более чем на 200 вёрст, а, следовательно, и от железной дороги, не имел никаких других путей сообщения, кроме грунтовых дорог, а край был хлебный. Хлебами засевалось более 200 тысяч десятин земли. Правда, был ещё один путь сообщения — водный, по реке Уфе, но и он действовал не всегда, а только после ледохода, в весенне-летний период. На Уфе стояло несколько железоделательных заводов и несколько пристаней вдоль течения реки. Сплавное судоходство наблюдалось почти по всему течению, начиная от Нижне-Уфалейского завода до Красноуфимска. В 1901 году по Уфе и её притокам было отправлено 144 судна и 993 плота ценного груза, преимущественно заводские изделия из железа, лес, изделия из дерева и хлеб.
В деле организации улучшения сельского хозяйства, промышленности, народного образования, врачебно-санитарного дела проявилась положительная роль Красноуфимского уездного земства, образованного в 1870 году. Для работы земство приглашало людей со специальными знаниями, подготовкой: учителей, врачей, статистиков, агрономов.
1 июля 1875 года в городе было открыто реальное училище в составе 6 классов с горнозаводским и сельскохозяйственным отделениями. Преподавание сельскохозяйственных наук в реальном училище началось в 1880 году.
В 1897 году, по данным Всероссийской переписи, в уезде проживала 261 тысяча человек, в том числе в г. Красноуфимске — 6,4 тысячи человек. Насчитывалось около 20 железоделательных и чугунолитейных заводов. Основным занятием населения, кроме горнозаводского, были земледелие и животноводство.

Локомотив у здания красноуфимского депо (на табличке надпись: «Работники локомотивного депо Красноуфимск, погибшие на фронтах войны 1941—1945 гг.»)

### XX век
В 1918 году большевиками за пропаганду против действующей власти по законам военного времени расстреляны несколько священников. Среди них Александр Малиновский, Лев Ершов и Алексий Будрин.
В 1930 году Красноуфимск превратился в центр крупного сельскохозяйственного района, были созданы МТС, промкомбинат, крахмалопаточный завод. Здесь разместились селекционная станция и предприятия, обслуживающие нужды сельского хозяйства. В 1939 году в Красноуфимске проживало 23 тыс. человек. В военные и послевоенные годы в городе появились мехзавод, предприятия по переработке сельскохозяйственной продукции и выпуску стройматериалов.
В годы Великой Отечественной войны Красноуфимск был тыловым городом и находился за тысячи километров от передовой, но его жители внесли посильный вклад в дело Победы над врагом.
В октябре 1941 года в Красноуфимске была сформирована 82-я кавалерийская дивизия, состоящая из 201-го, 206-го и 211-го кавалерийского полков. Принимала участие в контрнаступлении советских войск под Москвой в декабре-феврале 1942 года. Была разгромлена 7 августа 1942 года в ходе первой Ржевско-Сычёвской операции. Остатки войск были включены в состав 27-й кавалерийской дивизии.
В декабре 1941 г. — феврале 1942 г. в Красноуфимске была сформирована 430-я стрелковая дивизия (7 января 1942 г. переименована в 152-ю стрелковую дивизию). 1 мая 1942 г., перебросившись через Кольский залив, совершает 80-километровый марш на передовую, чтобы принять участие в Мурманской наступательной операции войск 14-й армии. Попав под удар артиллерии противника, потеряла ориентировку и до января 1943 г. занимала оборонительную позицию. Осенью 1943 г. дивизия форсировала Днепр и перешла в наступление на Днепропетровск вдоль берега Днепра, освободив город. Весной 1944 г. участвовала в Одесской и Белорусской операциях, Восточно-Прусской наступательной операции, с конца апреля 1945 г. начала движение к Берлину, вела бои в центральных кварталах города. Расформирована в 1946 г.
В Красноуфимск, как и во многие уральские города, были эвакуированы предприятия и заводы с запада страны. В течение первых двух лет войны в городе и районе было размещено более 15 тысяч эвакуированного населения, около 10 различных предприятий и учреждений. Среди эвакуированных предприятий были: Всесоюзный институт растениеводства,
Московский вагоноремонтный завод (частично), Харьковский механико-машиностроительный институт, Ростовский, Коломенский, Рязанский заводы и др. В 1942 году железнодорожники построили бронепоезд «Красноуфимский железнодорожник» и поезд-баню. 5 дивизий формировались или пополняли свой состав в Красноуфимском районе в годы войны. В годы Великой Отечественной войны красноуфимский горвоенкомат призвал более 20 тысяч человек, около 8 тысяч из них погибли.
10 февраля 1946 года депутатом Верховного Совета СССР второго созыва, который заседал с 1946 по 1950 гг., от Красноуфимского избирательного округа был избран П. П. Бажов.
1 февраля 1963 года Совет депутатов трудящихся города Красноуфимск передан в подчинение Свердловскому областному (промышленному) Совету депутатов трудящихся.
Во второй половине 1970-х — первой половине 1980-х гг. шли переговоры о строительстве на территории города филиала расположенного в Свердловске Уральского турбинного завода, однако из-за отсутствия подрядчика, который мог бы построить большое количество объектов социальной инфраструктуры, переговоры были свернуты.
Указом Президиума Верховного Совета СССР за успехи, достигнутые трудящимися города в хозяйственном и культурном строительстве, внесённый ими вклад в обеспечение разгрома немецко-фашистских захватчиков в годы Великой Отечественной войны, и в связи с 250-летием со времени основания, Красноуфимск в 1986 году был награждён орденом «Знак Почёта».

### XXI век
15 февраля 2016 года был упразднён Красноуфимский городской суд.
Международное сотрудничество
В мае 2016 года подписано Соглашение о взаимодействии в развитии торгово-экономического и гуманитарного сотрудничества между городом Йиндржихув Градец (Южночешский край) и городским округом Красноуфимск.

## Герб города

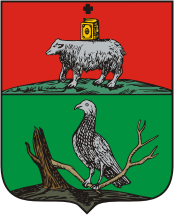
Герб (1783)

Герб уездного города Красноуфимска Пермской губернии был учрежден 17 июля 1783 года. Форма герба в виде щита, поделённого на две части. В верхней части щита — герб Пермской губернии, где на красном фоне изображён медведь под крестом и Евангелием золотого тиснения. В нижней части щита на зелёном фоне изображён сидящий на золотом суку сокол, означающий великое изобилие в округе города всякого рода птиц.
О гербе Красноуфимска в «Хозяйственном описании Пермской губернии», изданном в 1804 году, сказано: «Самый герб Красноуфимский изображает птичью охоту и изобилие всякого рода птицы; он представляет в зелёном поле сидящего на золотом суку серебряного сокола, изображённого в нижней половине щита; то есть под губернским гербом».
В 1968 году решением Исполнительного комитета Красноуфимского городского Совета депутатов трудящихся учрежден герб города, эскиз которого был разработан преподавателем педагогического училища Е. Д. Шалонниковым, признанный победителем по итогам специального конкурса.
Форма герба традиционная — абрис щита. Щит поделён голубой лентой реки Уфы на зелёную и красную часть. Часть зелёная символизирует природу и растительный мир. В то же время зелёный цвет считается цветом надежды и веры в счастье. Красная часть символизирует жизнь, мужество, неустрашимость и доблесть. На нижнем зелёном поле, на золотом суку изображён сокол — элемент древнего герба города Красноуфимска — знак богатства края. Здесь же доска с датой основания города.

## Климат
Климат умеренный континентальный. Средняя температура января −14,4 °C, средняя температура июля +18,5 °C, среднегодовое количество выпадаемых осадков — 565 мм. Снежный покров сохраняется в течение 6 месяцев. Климат в городе вполне благоприятный для жизнедеятельности населения и эффективного хозяйствования. Рекордный перепад температуры наблюдался в Красноуфимске в 1979 г.: максимальная +37,3 °C, минимальная −53,6 °C.
- Среднегодовая относительная влажность воздуха — 75 %. Среднемесячная влажность — от 62 % в мае до 83 % в ноябре.
- Среднегодовая скорость ветра — 1,7 м/с. Среднемесячная скорость — от 1,3 м/с в августе до 2,0 м/с в апреле, мае и октябре[11].

| Показатель              | Янв.  | Фев.  | Март | Апр. | Май  | Июнь | Июль | Авг. | Сен. | Окт. | Нояб. | Дек.  | Год |
| ----------------------- | ----- | ----- | ---- | ---- | ---- | ---- | ---- | ---- | ---- | ---- | ----- | ----- | --- |
| Средняя температура, °C | −14,4 | −13,7 | −6,1 | 3,3  | 11,1 | 16,8 | 18,5 | 15,4 | 9,6  | 3,1  | −6,3  | −12,5 | 2,1 |
| Норма осадков, мм       | 35    | 25    | 24   | 33   | 50   | 66   | 71   | 67   | 59   | 53   | 45    | 37    | 565 |
| Источник: .             |       |       |      |      |      |      |      |      |      |      |       |       |     |

| Показатель                    | Янв.  | Фев.  | Март  | Апр.  | Май  | Июнь | Июль | Авг. | Сен. | Окт.  | Нояб. | Дек.  | Год   |
| ----------------------------- | ----- | ----- | ----- | ----- | ---- | ---- | ---- | ---- | ---- | ----- | ----- | ----- | ----- |
| Абсолютный максимум, °C       | 4,5   | 7,5   | 14,5  | 28,7  | 35,3 | 36,6 | 37,3 | 36,3 | 30,5 | 24,5  | 13,1  | 4,8   | 37,3  |
| Средний суточный максимум, °C | −11,7 | −9,3  | −1,8  | 8,6   | 17,4 | 22,6 | 24,0 | 21,4 | 14,9 | 5,1   | −3,2  | −9,1  | 6,5   |
| Средняя температура, °C       | −15,7 | −14,7 | −7,5  | 3,1   | 10,8 | 16,3 | 18,0 | 15,3 | 9,4  | 1,7   | −6,6  | −12,9 | 1,4   |
| Средний суточный минимум, °C  | −20,7 | −20,3 | −13,2 | −2,1  | 4,2  | 9,7  | 12,0 | 9,7  | 5,0  | −1,4  | −10,1 | −17,2 | −3,7  |
| Абсолютный минимум, °C        | −53,6 | −48,7 | −41,8 | −28,9 | −15  | −5,3 | 0,8  | −2,8 | −7,8 | −27,6 | −42,7 | −49,7 | −53,6 |
| Норма осадков, мм             | 29    | 21    | 24    | 31    | 42   | 65   | 80   | 60   | 57   | 50    | 40    | 35    | 534   |
| Источник: .                   |       |       |       |       |      |      |      |      |      |       |       |       |       |

## Население
На 1 января 2025 года по численности населения город находился на 401-м месте из 1124 городов Российской Федерации.
| 1856    | 1873    | 1897    | 1913    | 1926    | 1931    | 1959    | 1967    |
| ------- | ------- | ------- | ------- | ------- | ------- | ------- | ------- |
| 2400    | ↗3278   | ↗6300   | ↗7800   | ↗11 700 | ↗14 900 | ↗37 312 | ↗40 000 |
| 1970    | 1979    | 1989    | 1992    | 1996    | 1998    | 2000    | 2001    |
| ↘38 370 | ↗41 246 | ↗45 618 | ↗46 100 | ↘45 600 | ↘45 200 | ↘44 600 | ↘44 100 |
| 2002    | 2003    | 2005    | 2006    | 2007    | 2008    | 2009    | 2010    |
| ↘43 595 | ↗43 600 | ↘42 300 | ↘41 600 | ↘40 900 | ↘40 600 | ↘40 571 | ↘39 765 |
| 2011    | 2012    | 2013    | 2014    | 2015    | 2016    | 2017    | 2018    |
| ↗39 800 | ↘39 551 | ↘39 353 | ↘39 306 | ↘39 252 | ↘38 988 | ↘38 731 | ↘38 395 |
| 2019    | 2020    | 2021    | 2023    |         |         |         |         |
| ↘38 088 | ↘37 735 | ↘37 301 | ↗37 307 |         |         |         |         |

## Достопримечательности

Собор Александра Невского

- Собор Александра Невского, построенный в 1914 году по проекту архитектора Рябова, — памятник истории и культуры Свердловской области.
- Крепостная башня XVIII века и первая казачья изба — старейшие деревянные здания города. Деревянная изба середины XVIII века является уникальным памятником жилищной архитектуры, находится на улице Р. Горбуновой, д. 35. До недавнего времени изба использовалась как жилой дом.
- Свято-Троицкий собор — каменный трёхпрестольный собор. Соборный статус присвоен указом Синода с момента закладки. Главный придел освящен в честь Святой Живоначальной троицы в 1804 году. Правый придел освящен во имя святителя Николая архиепископа Мирликийского, левый придел — в честь иконы Пресвятой Богородицы «Всех скорбящих Радость». В годы советской власти собор сильно пострадал.
- Здание железнодорожного вокзала станции Красноуфимск — памятник архитектуры начала XX века. Построено в 1915 году по проекту архитектора А. В. Щусева в стиле Петровской эпохи.
- Здание Красноуфимского промышленного училища — историко-архитектурный памятник конца XIX века, находится на улице Ленина, д. 79.
- Здание винного погреба Поклевского-Козелл — историко-архитектурный памятник начала XX века, расположено на улице Мизерова, д. 66.
- Красноуфимский краеведческий музей, ул. Советская, д. 42.
- Красноуфимская земская больница — историко-архитектурный памятник конца XIX века.
- Дом врача Сенкевича — историко-архитектурный памятник конца XIX века.
- Дом заводчика Шевелина — историко-архитектурный памятник конца XIX века.
- Здание земской управы — историко-архитектурный памятник конца XIX века.
- Комплекс на городском кладбище. В комплекс входят: деревянная церковь, ворота и ограда, деревянная часовня, 2 каменных часовни. Комплекс является историко-архитектурным памятником первой половины XIX века.
- Дивья гора.
- Красноуфимская сосновая роща. Расположена в городской черте. Объект имеет статус ботанического памятника природы.
- Березовая роща. Расположена на левом берегу реки Сарга (правый приток реки Уфы). Объект имеет статус ботанического памятника природы.
- Озеро Криулинское. Является старицей реки Уфы. Место гнездования водоплавающих птиц. Объект имеет статус гидрологического памятника природы.
- Озеро Бутки — старица реки Уфы. Место гнездования водоплавающих птиц. Объект имеет статус гидрологического и ботанического памятника природы.
- Село Сарсы Вторые. Боголюбский женский монастырь, основанный в 1890 году[37]

## Промышленность
Основная отрасль городской промышленности — пищевая и деревообрабатывающая.
Другие предприятия:
- ООО ПКП «Красноуфимский завод строительных материалов»
- Пудлинговский щебёночный завод СМТ-4 филиал ОАО «РЖДстрой»
- Красноуфимский опытно-экспериментальный завод

## Образование
Всего в городе имеется 7 основных школ и 5 учреждений среднего профессионального образования (СПО), включая:
— Красноуфимский аграрный колледж (ГАПОУ СО «КАК»)
— Красноуфимский педагогический колледж (ГБПОУ СО)
— Красноуфимский многопрофильный техникум (ГАПОУ СО)
— Уральский железнодорожный техникум (ГАПОУ СО)
— Красноуфимский медицинский колледж (ГБПОУ «СОМК»)

## СМИ
- Красноуфимская общественно-политическая газета «Вперёд», главный редактор Алёшина Н. В.[38]
- Семейная красноуфимская газета «Знак вопроса» (дата основания — 2001 год, дата закрытия — 2012 год)[38]
- Информационно-познавательная газета уральской провинции «Городок»[38]
- Городской новостной сайт «Красноуфимск Онлайн»[38]

С 2012 года в городе работает радиостанция «Интерра FM» 103,7 FM. С 2014 года действует корпункт телеканала «Интерра ТВ».

## Почётные граждане Красноуфимска
Список на 9 мая 2024 года:
- Адамович Иван Климентьевич — лётчик, участник Великой Отечественной войны 1941—1945 гг, кавалер орденов Красной Звезды, Красного Знамени, Отечественной войны, военком, председатель городского Совета ветеранов войны и труда. Почётный гражданин города с 1990 года.
- Александров Александр Николаевич — владелец лесной дачи, Почётный гражданин с 1885 года.
- Баталов Федор Васильевич (1917—1982 гг.). 40 лет проработал на различных должностях в Красноуфимском вагонном депо. Имел звание «Отличный строитель». Награждён тремя медалями «За доблестный труд», орденом «Знак Почёта». Почётный гражданин города с 1976 года.
- Биктуганов Юрий Иванович — Министр образования Свердловской области. Почётный гражданин города с 2022 года.
- Бурматов Михаил Григорьевич — ветеран Великой Отечественной войны
- Вертипрахова Ираида Фёдоровна — лётчица, командир воздушного судна ИЛ-62, ТУ-154, первая женщина-лётчик в России, удостоенная звания «Заслуженный пилот СССР», рекордсменка мира в парашютном спорте, обладательница наград ФАИ, мирового рекорда беспересадочного перелета. Награждена орденом Трудового Красного Знамени. Почётный гражданин города с 2006 года.
- Воробьёв Владимир Александрович — главный научный сотрудник Красноуфимского селекционного центра.
- Горбунова Римма Васильевна (1893—1975) — преподаватель, завуч, директор школы. Награждена орденом Трудового Красного Знамени, знаком «Отличник народного просвещения». Почётный гражданин города с 1966 года.
- Гордеев Владимир Васильевич — директор педагогического колледжа, «Заслуженный учитель РФ», депутат городского совета в течение 30 лет. Награждён орденами Дружбы народов, «Знак Почёта». Почётный гражданин города с 2001 года.
- Грибаков Константин Прокопьевич (1890—1979) — ветеран Октябрьской революции. Персональный пенсионер союзного значения. С 1934 по 1937 год — директор сельхозтехникума. Награждён орденом Трудового Красного Знамени. Почётный гражданин города с 1976 года.
- Закорюкин Анастас Ерофеевич, 1918 года рождения. С 1934 года работал в депо по ремонту паровозов. Участник Великой Отечественной войны. Имеет многочисленные правительственные награды, в том числе орден Трудового Красного Знамени, семь боевых медалей, звание «Почётный железнодорожник». Почётный гражданин города с 1976 году.
- Краюхин Василий Николаевич — агроном, участник Великой Отечественной войны 1941-1945 г.г., директор совхоза «Красноуфимский», директор селекционной станции. Герой Социалистического Труда. Почётный гражданин города с 1966 года.
- Кретов Николай Федорович — пенсионер республиканского значения с 16.03.1967 г., председатель Исполкома Красноуфимского городского Совета депутатов трудящихся в 1950—1953 гг, секретарь КПСС в 1945—1950 гг, 27.02.1953 — 20.03.1960 гг. Звание присвоено 24.06.2010 г. посмертно.
- Мамонтов Николай Иванович — управитель Суксунского завода, купец. Почётный гражданин с 1888 года.
- Малафеева Раиса Андреевна - директор средней общеобразовательной школы № 1 им. Марьина Ивана Ильича. Почетный гражданин с 2024 года.[источник не указан 331 день]
- Мизеров Матвей Иванович (1854—1913). Прогрессивный врач, доктор медицины, основатель Красноуфимской земской больницы, общественный деятель. В 1886 году по его проекту в Красноуфимске была построена больница. Почётный гражданин с 1900 года.
- Миков Борис Арефьевич — председатель исполкома городского Совета народных депутатов, развивал базу строительных организаций города. Внёс значительный вклад в социально-экономическое развитие города. Награждён орденом Трудового Красного знамени, медалью «За трудовое отличие», знаком «Отличный подводник». Звание «Почётный гражданин города» присвоено в 2001 году (посмертно).
- Морозова Валентина Вячеславовна. Родилась в 1904 году в с. Александровском Красноуфимского уезда. Была в числе первых комсомольцев города, участвовала в создании первого пионерского отряда. С 1963 по 1973 годы — директриса краеведческого музея. Награждена орденом «Знак Почёта», медалями «За доблестный труд». Почётный гражданин города с 1976 года.
- Самойлов Леонид Антонович, родился в 1904 году. Заведующий хирургическим отделением Красноуфимской больницы. Награждён медалями «За трудовую доблесть», орденом Трудового Красного Знамени. Имеет звания «Отличник здравоохранения» и «Заслуженный врач РСФСР». Почётный гражданин города с 1976 года.
- Ткачёв Борис Фомич — Заслуженный строитель РСФСР. Почётный гражданин города с 2015 года.
- Токарев Николай Сергеевич — директор Красноуфимского совхоза-колледжа в 1968—1998 гг. Звание почётного гражданина присвоено 24.06.2010 г.
- Хабаров Алексей Иванович — первый секретарь горкома партии, персональный пенсионер. Под его руководством была решена проблема тепло- и газоснабжения города и близлежащих районов, успешно развивалось сельское хозяйство. Кавалер орденов Трудового Красного Знамени, «Знак Почёта». Звание «Почётный гражданин города» присвоено в 2001 году.
- Чепелев Леонид Георгиевич — директор педагогического училища, «Отличник народного просвещения РСФСР», депутат городского совета, председатель горисполкома. Награждён орденом Красного Знамени 1-й степени, орденом Красной Звезды — за боевые заслуги. Трижды награждён орденом Трудового Красного Знамени — за трудовые успехи. Почётный гражданин города с 1990 года.
- Шевелин Константин Артемьевич — гласный уездного земского собрания. Почётный гражданин с 1887 года.

## Галерея

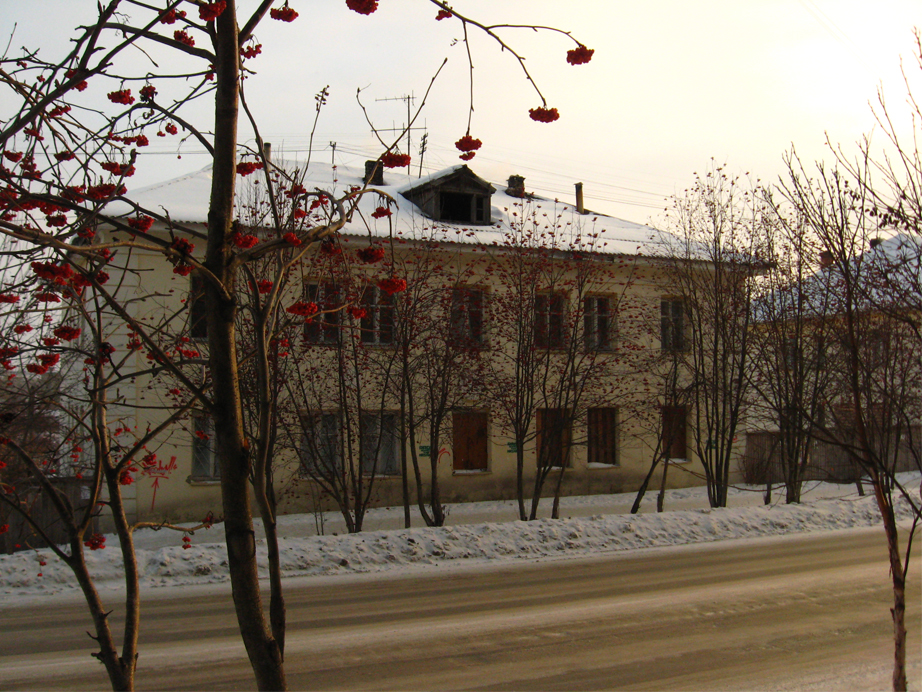
Дом на ул. Советской
Белая церковь (в период до реконструкции)